# 塚田孝
塚田 孝（つかだ たかし、1954年7月 - ）は、日本の歴史学者。専門は日本近世史。大阪市立大学大学院文学研究科教授。

## 略歴
福井県生まれ。1978年東京大学文学部卒業。1979年東京大学史料編纂所助手、1988年大阪市立大学文学部助教授、同文学研究科教授。1993年「身分制社会と市民社会 -近世日本の社会と法」で東京大学より文学博士の学位を取得。
近世身分制の研究を行い、1980年代からは吉田伸之とともに近世都市史研究を主導し、大坂を対象に差別・身分などの観点で都市下層民についての研究を展開し、吉田とともに「身分的周縁」の概念を提唱している。

## 著書[1]

### 単著
- 『近世日本身分制の研究』兵庫部落問題研究所 1987.11
- 『身分制社会と市民社会 近世日本の社会と法』柏書房 1992.12
- 『近世の都市社会史 大坂を中心に』青木書店(日本の歴史 近世)1996.5
- 『近世身分制と周縁社会』東京大学出版会 1997.11
- 『身分論から歴史学を考える』校倉書房 2000.4
- 『都市大坂と非人』山川出版社(日本史リブレット)2001.11
- 『歴史のなかの大坂 都市に生きた人たち』岩波書店 2002.9
- 『近世大坂の都市社会』吉川弘文館 2006.6　オンデマンド版　2023.10　ISBN　9784642734110
- 『近世大坂の非人と身分的周縁』部落問題研究所 2007.3
- 『大坂の非人 乞食・四天王寺・転びキリシタン』ちくま新書 2013.10
- 『都市社会史の視点と構想　法・社会・文化』清文堂出版 2015.3

### 編著
- 『身分的周縁』（脇田修・吉田伸之・塚田孝共編）部落問題研究所 1994
- 『シリーズ近世の身分的周縁』１～６（久留島浩・高埜利彦・塚田孝・横田冬彦・吉田伸之共編）吉川弘文館 2000.6-11
- 『近世大坂の都市空間と社会構造』 （塚田孝・吉田伸之共編） 山川出版社 2001.2
- 『大阪における都市の発展と構造』（塚田孝編）山川出版社 2004.3
- 『東アジア近世都市における社会的結合－諸身分・諸階層の存在形態－』（井上徹と共編）大阪市立大学文学研究科叢書３、清文堂出版  2005.3
- 和泉市史編さん委員会編『和泉市の歴史1　横山谷と槇尾山の歴史』（共編著）、和泉市教育委員会 2005.3
- 『身分的周縁と近世社会４　都市の周縁に生きる』（塚田孝編）吉川弘文館 2006.12　ISBN　9784642065603
- 『近世大坂の法と社会』 （塚田孝編）清文堂出版 2007.9
- 『身分的周縁と近世社会９　身分的周縁を考える』（共編書）吉川弘文館 2008.3
- 和泉市史編さん委員会編『和泉市の歴史２　松尾谷の歴史と松尾寺』（共編著）、和泉市教育委員会 2008.3
- 『身分的周縁の比較史―法と社会の視点から―』（塚田孝編）、清文堂出版 2016.6
- 和泉市史編さん委員会編『和泉市の歴史3 池田谷の開発と歴史』（共編著）、和泉市教育委員会 2011.9
- 『近世身分社会の比較史－法と社会の視点から－』（佐賀朝・八木滋と共編）大阪市立大学文学研究科叢書８、清文堂出版 2014.3
- 和泉市史編さん委員会編『和泉市の歴史4 信太山地域の歴史と生活』（共編著）、和泉市教育委員会 2015.3